# Оценочная шкала маний Янга
Оценочная шкала маний Янга (англ. Young Mania Rating Scale); YMRS — клиническое пособие, разработанное специалистами Королевского колледжа психиатров (The Royal College of Psychiatrists). Впервые была опубликована в 1978 году. Шкала Янга является клиническим инструментом, используемым для определения выраженности маниакальных симптомов. Заполняется имеющим опыт клиницистом.

## Методика применения
Состоящая из 11 пунктов оценочная шкала маний Янга (YMRS) заполняется при проведении клинического интервью (занимающего примерно 15—30 минут). Пункты шкалы оцениваются на основании сведений о клиническом состоянии пациента за последние 48 часов, которые он представляет во время клинического интервью. Дополнительная информация, на которой основывается оценка, получается из клинического наблюдения во время проведения интервью.

## Подсчёт баллов и оценка результатов
Четыре пункта шкалы (раздражительность, речь, содержание мыслей и агрессивное поведение) оцениваются двойными баллами от 0 до 8 баллов, остальные семь — от 0 до 4. Оценка двойными баллами четырёх пунктов компенсирует плохой контакт с пациентами, у которых имеется выраженная маниакальная симптоматика. Если выраженность (или изменение выраженности) симптомов пациента не соответствует двойному баллу, то возможна оценка его состояния промежуточными баллами (1, 3, 5, 7 вместо 2, 4, 6, 8). Подсчитывается общий балл, на основании которого оценивается состояние пациента и динамика его маниакальных симптомов.

## Оценка суммарного балла
0—12 — Норма

13—21 — Гипоманиакальное состояние

22—30 — Маниакальное состояние

более 30 — Выраженное маниакальное состояние